# Барони Наван

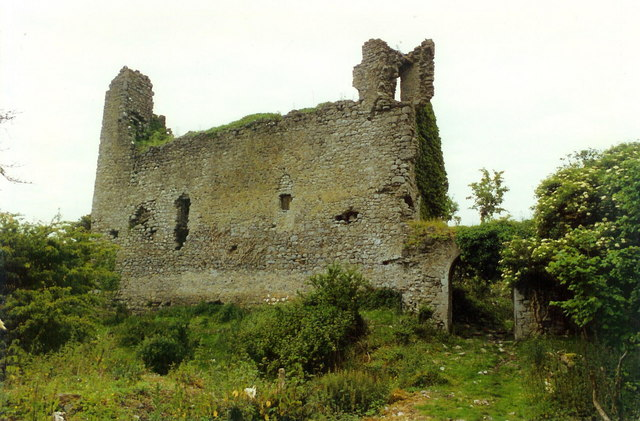
Руїни замку Святого Джона, що був під опікою баронів Наван.

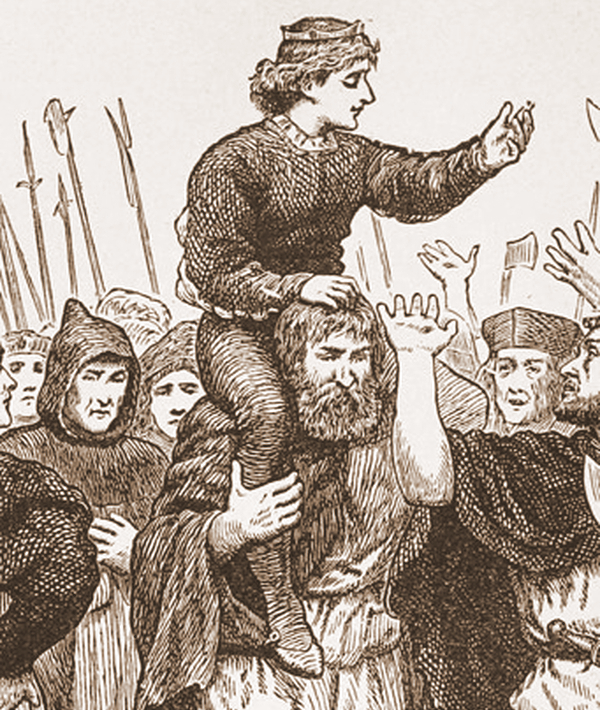
Ірландці вітають самозванця Ламберта Сімнела.

Барони Наван (англ. — Barony of Navan) — аристократичний феодальний титул в Ірландії.

## Історія баронів Наван
Вперше титул баронів Наван було даровано лицарям де Ангуло, які потім називалися родиною Нангл. Барон Наван був спадковим титулом — власник титулу називався бароном Наван не залежно від статків і розмірів землеволодіння і передавався від батька до сина. Але власник титулу не міг мати автоматично місце в палаті лордів парламенту Ірландії. Вперше титул барона Наван було даровано феодалом Хёю де Лейсі — лородом Міт своєму лицарю — англо-норманському феодалу лейтенанту Джоселіну де Ангуло в 1172 році під час англо-норманського завоювання Ірландії. Джоселін мав відповідне прізвище від місцевості Англ або Енгл, що Пембрукширі (Англія). Молодші гілки родини Нангл стали засновниками аристократичних гілок Нагл та Костелло. Джоселін отримав в нагороду за службу не тільки титул барона Наван, але і титули барона Моргалліон та барона Арбраккан. Від збудував замок Наван, навколо якого виросло місто Наван. Син Джоселіна де Ангуло — Гілберт де Ангуло — ІІ барон Наван повстав проти короля Англії Річарда І Левове Серце в 1195 році. Він був розбитий, його землі та маєтки були конфісковані. Але потім король Англії Джон Безземельний повернув йому титули і землі. Гілберта вбили в бою в 1212 або в 1213 році. Барони Наван збільшували свої земельні володіння та маєтки. Але їх роль в історії Ірландії була вкрай суперечливою. Джон Нангл — XVI барон Наван як і більшість феодалів Ірландії того часу підтримав самозванця на трон Англії Ламберта Сімнела (1477—1525), що назвався претендентом на трон Англії Едуардом Воріком — сином герцога Джорджа Кларенса. Після поразки повстанців в битві під Сток Джон Нангл був помилуваний королем Генріхом VII, як і більшість повстанців і самозванець. Джон Нангл воював під Нокдоу в 1504 році. Патрік Нангл — XVIII барон Наван був одним з феодалів Пейлу — англійської колонії в Ірландії, що брали участь в судовому процесі 1577 році в якому вимагали скасування податків, повернення привілеїв які мали феодали Пейлу, утримуючи гарнізони, що захищали англійські володіння від непокарних ірландських кланів. Процес вони програли і Патрік Нангл потрапив до в'язниці за несплату податків. Пітер Нангл — молодший син XVII барона Наван підтримав повстання за незалежність Ірландії ірландського ватажка Х'ю О'Ніла — ІІ графа Тірон. Поразка повстання призвела до масової втечі ірландської аристократії з Ірландії, що отримала назву «Втечі графів». Томас — ХІХ барон Наван брав участь в Ірландському повстанні 1641 року. Він підписав так звану «Католицьку ремонтацію» в 1642 році. За це його оголисили зрадником і конфіскували його землі та маєтки. Його син Джордж — ХХ барон Наван повернув частину володінь під час реставрації монархії та коронації Карла ІІ. Але володіння баронів Наван занепадали. Джон — ХХІ барон Наван був прибічником короля Англії Якова ІІ. Після так званої «Славної революції» та якобітських війн він змушений був назавжди покинути Ірландію. Патрік — ХХІІ барон Наван був солдатом армії Франції, прибічником Стюарта — «Старого претендента» на трон Англії. Френсіс — ХХІІІ барон Наван служив в армії Австрії. Він помер неодруженим в Відні в 1781 році і разом з ним рід баронів Наван вимер і титул зник.

## Найвідоміші барони Наван
- Джоселін де Ангуло — І барон Наван (отримав титул у 1172 році)
- Гілберт де Ангуло — ІІ барон Наван (помер у 1212 або в 1213 р.)
- Вільям де Ангуло — ІІІ барон Наван
- Філіп де Ангуло — IV барон Наван
- Майлз де Ангуло — V барон Наван
- Х'ю де Ангуло — VI барон Наван
- Джорданія де Ангуло — VII барон Наван (жив біля 1266 року)
- Джон де Нангл — VIII барон Наван (жив біля 1325 року)
- Барнабі де Нангл — ХІХ барон Наван (жив біля 1346 року)
- Вільям де Нангл — Х барон Наван
- Барнабі де Нангл — ХІ барон Навана (жив біля 1361 року)
- Джон Нангл — ХІІ барон Наван (жив біля 1391 року)
- Вальтер Нангл — ХІІІ барон Навана (жив біля 1407 року)
- Барнабі Нангл — XIV барон Наван (жив біля 1431 року)
- Томас Нангл — XV барон Наван (жив біля 1470 року)
- Джон Нангл — XVI барон Наван (помер до 1508 року)
- Томас Нангл — XVII барон Наван (помер до 1543 року)
- Патрік Нангл — XVIII барон Наван (жив біля 1577 року)
- Томас Нангл — ХІХ барон Наван (1580 — після 1642)
- Джордж Нангл — ХХ барон Наван (помер у 1676 році)
- Джон Нангл — ХХІ барон Наван (до 1661 — після 1691 року)
- Патрік Нангл — ХХІІ барон Наван (до 1690 — після 1757)
- Френсіс Нангл — ХХІІІ барон Наван (1720—1781)